# Daniele Lupo
Daniele Lupo (Roma, 6 maggio 1991) è un giocatore di beach volley italiano.

## Biografia
Nato a Roma da padre italiano e madre kazaka, ha debuttato nel circuito professionistico internazionale il 18 maggio 2010 a Roma, in coppia con Francesco Vanni piazzandosi in 33ª posizione. Il 13 maggio 2012 ha ottenuto il suo primo podio in una tappa del World tour a Pechino, in Cina, giungendo 2º insieme a Paolo Nicolai.
Ha preso parte all'edizione dei Giochi olimpici di Londra 2012 con Paolo Nicolai, classificandosi al quinto posto, ed a due edizioni dei campionati mondiali, ottenendo come miglior risultato il nono posto a Stare Jabłonki 2013, sempre con Paolo Nicolai.
Nel 2014 Lupo e Nicolai hanno preso parte agli europei di beach volley, dove in finale hanno affrontato e sconfitto la coppia lettone formata da Aleksandrs Samoilovs e Jānis Šmēdiņš, conquistando così la medaglia d'oro. Con questa vittoria i due hanno anche stabilito il record di primi italiani vincitori di un titolo europeo nel beach volley maschile.
A marzo 2015, mentre si stava preparando per i mondiali olandesi, gli viene diagnosticato un tumore osseo, per il quale è stato quindi operato d'urgenza. Fortunatamente non ci sono state metastasi e neppure è stata richiesta chemioterapia, per cui i tempi di recupero si sono accorciati.
Nel 2016, ai giochi olimpici di Rio de Janeiro, Lupo, ancora in coppia con Nicolai, ha guadagnato la finale, battendo in semifinale i russi Semenov e Krasilnikov. Nella finale contro il Brasile ha conquistato con il partner la medaglia d'argento.
Come premio per l'ottima Olimpiade disputata viene scelto dal presidente del CONI Malagò come portabandiera dell'Italia nella cerimonia di chiusura delle XXXI Olimpiadi.
Ad agosto 2017, durante le finali disputate a Catania, si laurea nuovamente campione d'Italia, sempre in coppia con Nicolai.
Nel 2021 il sodalizio con Nicolai si interrompe dopo undici anni. Forma una nuova coppia con Alex Ranghieri, con cui inizia la partecipazione al World Tour nella tappa conclusiva di Itapema.
Noto tifoso romanista, vince nel novembre 2017 il Premio “Sette Colli”.

## Palmarès
Giochi olimpici
- Argento a Rio 2016

World tour
- 7 podi ai Grand Slam: 1 oro, 2 argenti, 4 bronzi;
- 2 podi agli Open: 1 oro, 1 argento

Europei
- Oro a Quartu Sant'Elena 2014
- Oro a Biel/Bienne 2016
- Oro a Jurmala 2017

CEV - trofei individuali
- 2017 - CEV: Kings of the beach con Paolo Nicolai

Campionato Italiano
- Campione Italiano U18 nel 2008
- Campione Italiano U19 nel 2009
- Campione Italiano U21 nel 2009
- Campione Italiano 2013
- Campione italiano 2014
- Campione italiano 2017
- Campione Italiano 2024